# Stadio Urartu
Lo Stadio Urartu (in armeno Ուրարտու Մարզադաշտ?) è un impianto sportivo situato a Erevan. Lo stadio viene usato principalmente per le gare casalinghe dell'Urartu.
L'impianto ha una capienza di 4 860 posti, ed è stato ristrutturato prima nel 2011, poi nel 2019. Lo stadio fa parte del centro sportivo dell'Urartu e nel 2019 ha ospitato alcune gare del Campionato europeo Under-19.
L'impianto, precedentemente denominato Stadio Banants, ha assunto la denominazione attuale dal 1º agosto 2019, quando anche la società proprietaria del campo ha cambiato denominazione da Banants a Urartu.